# Enrique Florescano
Enrique Federico Florescano Mayet (Coscomatepec de Bravo, Veracruz; 7 de julio de 1937-Ciudad de México, 6 de marzo de 2023) fue un historiador y académico mexicano. Sus trabajos abarcaron toda la historia de México, pero las más destacadas son sobre los aspectos religiosos y culturales de Mesoamérica, en concreto sobre la figura de Quetzalcóatl. Estudió el doctorado en Historia en la Sorbona y se desempeñó como catedrático de El Colegio de México. Fue miembro de la Academia Mexicana de la Historia.

## Biografía
En 1956 ingresó a la Facultad de Derecho de la Universidad Veracruzana, en Xalapa. A partir de 1958 decidió estudiar, simultáneamente a la abogacía, la carrera de historia. En ese mismo año fundó la revista Situaciones, una publicación mensual estudiantil de la Facultad Filosofía y Letras, y creó el suplemento cultural del Diario de Xalapa, mismo que dirigió hasta 1960. En 1965 obtuvo el grado de Maestría en Historia Universal en el Colegio de México.
El 21 de junio de 1967 presentó la tesis Les Prix du mais a México 1708-1813, para obtener el grado de doctor en Historia en la Universidad de París. En 1968 se incorporó como investigador de tiempo completo en el Centro de Estudios Históricos del Colegio de México. En 1969 se le otorgó nombramiento como profesor titular del Seminario de Historia Económica de México de la Facultad de Filosofía y Letras de la Universidad Nacional Autónoma de México. Desde diciembre de 1970 y hasta 1973 dirigió la revista Historia Mexicana.
En febrero de 1971 fue nombrado titular del Departamento de Investigaciones Históricas del Instituto Nacional de Antropología e Historia y en diciembre del mismo año, cuando el departamento cambió a Dirección de Estudios Históricos, quedó al frente. La permanencia en esta institución llevó a que en 1982 recibiera el cargo de director general del Instituto Nacional de Antropología e Historia. El 15 de diciembre de 1988 fue nombrado por el doctor Víctor Flores Olea, entonces Presidente del Consejo Nacional para la Cultura y las Artes, Coordinador Nacional de Proyectos Históricos, cargo que posteriormente tomaría el nombre de Dirección General Adjunta de Proyectos Históricos y que ocupó hasta 2018 (desde 2015, dicha área forma parte de la Dirección General de Publicaciones en la Secretaría de Cultura.
Se ha desempeñado como asesor de colecciones, consejero de editoriales como el Fondo de Cultura Económica, y miembro de academias y comités de disciplinas históricas. Ha participado en la organización de diversos congresos nacionales e internacionales, y ha sido conferencista y profesor invitado en universidades de México, Estados Unidos e Inglaterra, entre otros países.
Su trabajo desarrollado en el campo de la investigación, difusión y gestión cultural lo hizo acreedor a premios nacionales como el Fray Bernardino de Sahagún, el de Ciencias Sociales, el de Ciencias y Artes, así como distinciones internacionales de la talla de las Palmas Académicas, el nombramiento de Caballero de L´Ordre National du Mérite del gobierno de Francia, como profesor de la Cátedra Simón Bolívar de la Universidad de Cambridge, el doctorado honoris causa de la Universidad Veracruzana, entre otros. Desde 2006 fue Investigador Nacional Emérito del Sistema Nacional de Investigadores y la Universidad de Ciencias y Artes de Chiapas le otorgó el doctorado honoris causa. En diciembre de 2021 El Colegio de México le otorgó el Premio Alfonso Reyes en Humanidades.
Falleció el 6 de marzo de 2023 en la Ciudad de México. Sus restos fueron depositados en Michoacán.

## Trayectoria editorial
- En septiembre el doctor Gonzalo Aguirre Beltrán, subsecretario de Cultura Popular y Educación Extraescolar, lo nombró asesor de la colección SepSetentas que editó la Secretaría de Educación Pública, y director de la serie de Historia de la misma colección. Para esta serie seleccionó y preparó un conjunto de obras, que fueron publicadas de 1971 a 1976.
- Entre 1971-1980 fungió como coordinador, dentro del Comité de Publicaciones del Instituto Nacional de Antropología e Historia, de la colección Fuentes para la Historia Económica de México.
- Director de la serie Historia del Comercio Exterior de México y Fuentes y la serie Estadísticas del Comercio Exterior de México, que editó el Instituto Mexicano de Comercio Exterior. Como director de ambas tuvo a su cargo el Programa General de Publicaciones y la preparación técnica de las obras.
- Entre 1980-1982 se desempeñó como asesor de la colección Salud y Seguridad Social, que publicó el Instituto Mexicano del Seguro Social.
- En 1985 obtuvo el cargo de director de la serie Así fue la Revolución Mexicana de la Comisión Nacional para las Celebraciones del 175 Aniversario de la Independencia Nacional y 75 Aniversario de la Revolución Mexicana, con la colaboración del Consejo Nacional de Fomento Educativo y el Instituto Nacional de Antropología e Historia, en la cual se publicaron nueve volúmenes.
- 1987-1988 Se desempeñó como coordinador general de la Colección Atlas Cultural de México coeditada por la Secretaría de Educación Pública, el Instituto Nacional de Antropología e Historia y Editorial Planeta, en la cual se publicaron 12 volúmenes
- En 1988 fue nombrado coordinador de la Colección Historia Gráfica de México, coeditada por el Instituto Nacional de Antropología e Historia y Editorial Patria, en la cual se publicaron diez volúmenes.
- (1988-1996) En 1988 es nombrado Coordinador Nacional de Proyectos Históricos con el propósito de coordinar las actividades oficiales relativas al V Centenario.
- 1989 Coordinador general de la Colección Historia General de Michoacán, en la cual se publicaron cuatro volúmenes.
- 1992 Por petición del Lic. Ernesto Zedillo, entonces Secretario de Educación, se le encomendó la tarea, junto con Héctor Aguilar Camín, de coordinar la elaboración de los nuevos libros de texto gratuitos de historia para la educación primaria.
- 2007-2011 Coordinador general de la colección de Libros de la Comisión del Estado de Veracruz para la Conmemoración del Bicentenario de la Independencia Nacional y del Centenario de la Revolución Mexicana.
- 2011-2013 Coordinador de la colección el Patrimonio Histórico y Cultural de México 1810-2010.
- 2011-2015 Coordinador de la colección Veracruz Siglo XXI coeditada por la Universidad Veracruzana y la Secretaría de Educación de Veracruz.
- 1997-2019. En 1997 fue nombrado director de la Colección Biblioteca Mexicana coeditada por el Consejo Nacional para la Cultura y las Artes y el Fondo de Cultura Económica.

## Distinciones
- Becario de El Colegio de México.
- Becario de la Fundación John Guggenheim.
- Miembro del Sistema Nacional de Investigadores de México.
- Fue miembro de la Academia Mexicana de la Historia, ocupó el sillón 16 de 1989 a 2005.[4]
- Premio Nacional de Ciencias Sociales de la Academia de la Investigación Científica, hoy Academia Mexicana de Ciencias (1976).[5]
- Palmas Académicas (1982) y L’Ordre National du Mérite (1985) por parte de Francia.
- Premio Nacional de Ciencias y Artes en el área de Historia, Ciencias Sociales y Filosofía (1996) de México.[6]
- Presea Othón de Mendizábal del Instituto Nacional de Antropología e Historia (2000).
- Doctorado honoris causa por la Universidad Michoacana de San Nicolás de Hidalgo.
- Investigador Emérito del Sistema Nacional de Investigadores (2006).[7]

## Principales obras
- Florescano, Enrique (1986). Precios del maíz y crisis agrícolas en México : 1708-1810. México: Ediciones Era. ISBN 9684111533. OCLC 40983850. Wikidata Q130746520.[8]

- Precios del maíz y crisis agrícolas en México (1969)
- Estructuras y problemas agrarios de México, 1500-1821 (1971)
- Origen y desarrollo de los problemas agrarios de México 1500-1821 (1976)
- El poder y la lucha por el poder en la historiografía mexicana (1980)
- Ensayos sobre la historia de las epidemias en México (1980)
- Bibliografía general del maíz en México (1987)
- Historiagráfica de México (coordinador, 1988)
- El mito de Quetzalcóatl (1993)
- Etnia, estado y nación, ensayos sobre las identidades colectivas de México (1997)
- Memoria indígena (1999)
- Memoria mexicana, ensayos sobre la reconstrucción del pasado (2000)
- Imágenes de la patria a través de los siglos (2005)
- Quetzalcóatl y los mitos fundadores de Mesoamérica (2004)
- Los orígenes del poder en Mesoamérica (2009)
- ¿Cómo se hace un dios? Creación y recreación de los dioses en Mesoamérica Taurus (2016) Premio Antonio García Cubas, 2016.
- Florescano, Enrique (2012). La función social de la historia. México: Fondo de Cultura Económica. ISBN 9786071611062. OCLC 984772474.
- La historia y el historiador (¿?)
- Enrique Florescano, ed. (1987). México en 500 libros. Océano. ISBN 9789684931459. OCLC 17810595. Wikidata Q130746582.
- El nuevo pasado mexicano (¿?)
- El patrimonio cultural de México (coordinador) (1997)
- Imagen del cuerpo en Mesoamérica (5510 a. C.-1521 d. C.) Fondo de Cultura Económica (2018)
- Dioses y héroes del México antiguo Taurus (2020)
- Historia de la bandera mexicana, 1325-2019 Taurus (2021)

## Obra publicada por año
1969 - Precios del maíz y crisis agrícolas en México (1708-1810): ensayo sobre el movimiento de los precios y sus consecuencias económicas y sociales, El Colegio de México, México, (Nueva Serie, 4).
1971 - Estructuras y problemas agrarios de México (1500-1821, Secretaría de Educación Pública
, México, (SepSetentas, 2). La segunda edición corregida y ampliada se realizó bajo el título Origen y desarrollo de los problemas agrarios de México (1500-1821), Era, México, 1979 (Problemas de México).
1987 - Memoria mexicana. Ensayo sobre la reconstrucción del pasado: época prehispánica-1821, Joaquín Mortiz
, México, (Contrapuntos). La segunda edición de esta obra corregida y aumentada se publicó bajo el título Memoria mexicana, Fondo de Cultura Económica, México, 1994 (Sección de Obras de Historia). En ese mismo año se presentó la edición en inglés bajo el título Memory, myth, and time in Mexico: from the Aztecs to Independence,  University of Texas Press, Austin.
1991 - El nuevo pasado mexicano, Cal y Arena, México.
1992 - Tiempo, espacio y memoria histórica entre los mayas, Gobierno del Estado de Chiapas-Consejo Estatal de Fomento a la Investigación y Difusión de la Cultura-Desarrollo Integral de la Familia Chiapas-Instituto Chiapaneco de Cultura, Tuxtla Gutiérrez, Chiapas (Antropología, 3).
1993 - El mito de Quetzalcóatl, Fondo de Cultura Económica, México, (Cuadernos de la Gaceta, 83). La segunda edición corregida, aumentada y actualizada se publicó en el Fondo de Cultura Económica, México, 1995. La edición en inglés se publicó con el título The myth of Quezalcoatl, The Johns Hopkins University Press, Baltimore, 1999.
1997 - Etnia, Estado y Nación: ensayo sobre las identidades colectivas en México, Aguilar, México. La segunda edición corregida y aumentada se publicó en la editorial Taurus, México, 2001.
1997 - La historia y el historiador, Fondo de Cultura Económica, México, (Fondo 2000).
1998 - La bandera mexicana. Breve historia de su formación y simbolismo, Fondo de Cultura Económica, México, (Popular, 551). Más tarde se publicó en Taurus, México, 1998 y en la Comisión Nacional de Libros de Texto Gratuitos, México, 2007.
1999 - Memoria indígena, Taurus, México, (Pensamiento).
2000 - Chichén Itzá: guía arqueológica para niños y jóvenes, Tecolote, México.
2000 - Para qué estudiar y enseñar la historia, Instituto de Estudios Educativos y Sindicales de América, México (Diez para los Maestros).
2002 - Historia de las historias de la nación mexicana, Taurus, México (Pasado y Presente). La edición en inglés se publicó bajo el título National narratives in Mexico: a history, University of Oklahoma Press, Norman, 2006.
2004 - Quetzalcóatl y los mitos fundadores de Mesoamérica, Taurus, México (Pasado y Presente). La edición revisada por el autor se publicó en Taurus, México, 2012.
2005 - Imágenes de la patria a través de los siglos, Taurus, México (Historia).
2009 - Ensayos fundamentales, Taurus-El Colegio de México, México, (Pasado y Presente, Historia).
Los orígenes del poder en Mesoamérica, Fondo de Cultura Económica, México (Tezontle).
2012 - La función social de la historia, Fondo de Cultura Económica, México, (Breviarios del Fondo de Cultura Económica, 576).

## Cargos que ha desempeñado
- Director del Instituto Nacional de Antropología e Historia.
- Fundador y director de la revista Nexos.